# Mährische Thaya
Mährische Thaya (tyska) eller Moravská Dyje (tjeckiska) är ett vattendrag i södra Tjeckien och nordöstra Österrike.